# Vou
 Vou  es una población y comuna francesa, situada en la región de  Centro, departamento de Indre y Loira, en el distrito de Loches y cantón de Ligueil.

## Demografía
| 387 | 342 | 257 | 205 | 190 | 234 |
| Para los censos de 1962 a 1999 la población legal corresponde a la población sin duplicidades (Fuente: INSEE [Consultar]) |     |     |     |     |     |